# 2233 Кузњецов
2233 Кузњецов (2233 Kuznetsov) је астероид главног астероидног појаса чија средња удаљеност од Сунца износи 2,278 астрономских јединица (АЈ).
Апсолутна магнитуда астероида је 12,7.